# Straßenbahn Nagasaki

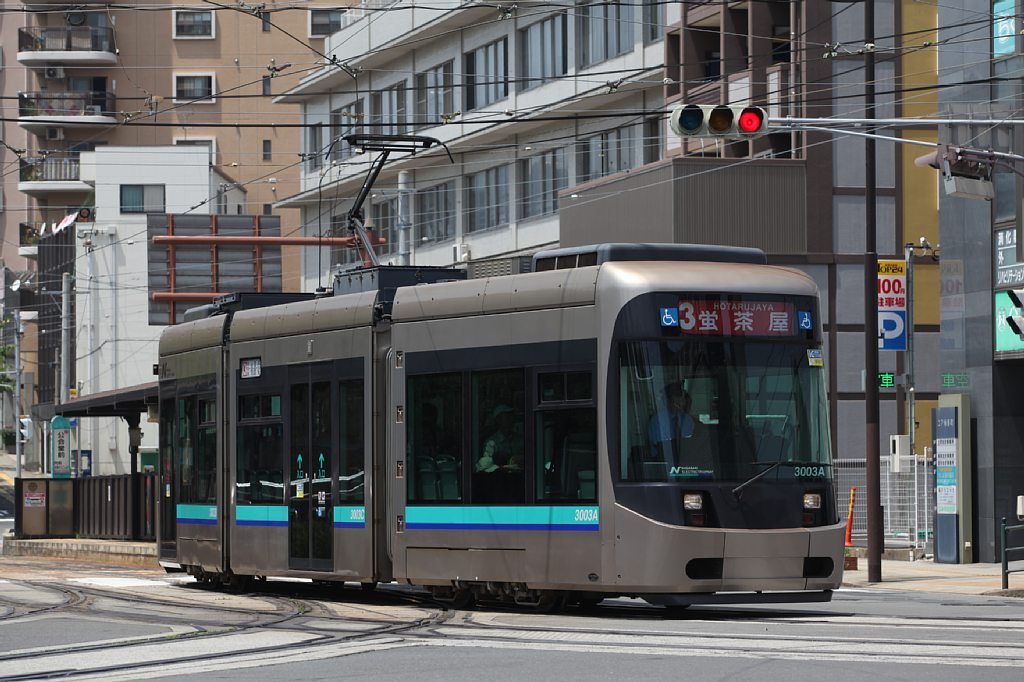
Niederflurwagen des Typs 3000 in der Innenstadt

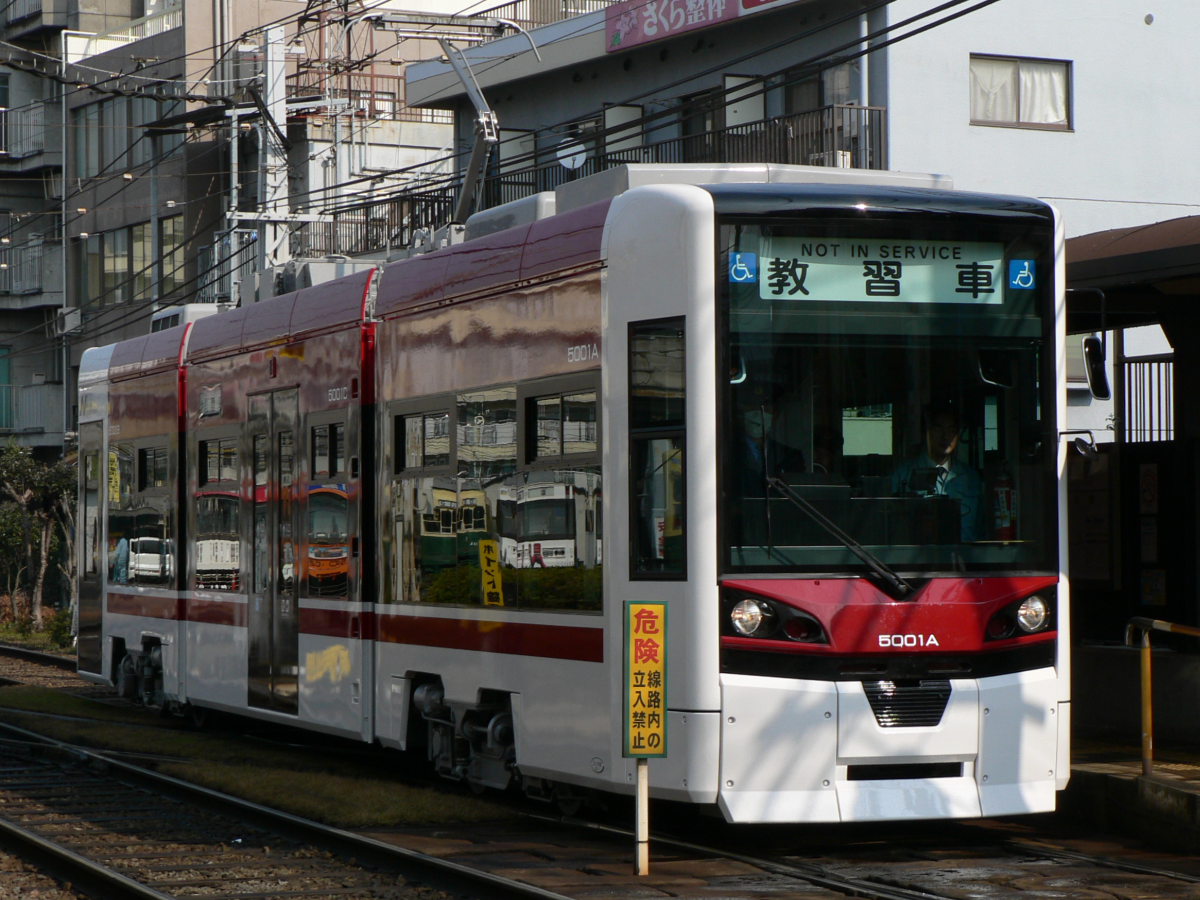
Niederflurwagen des Typs 5000 als Fahrschule

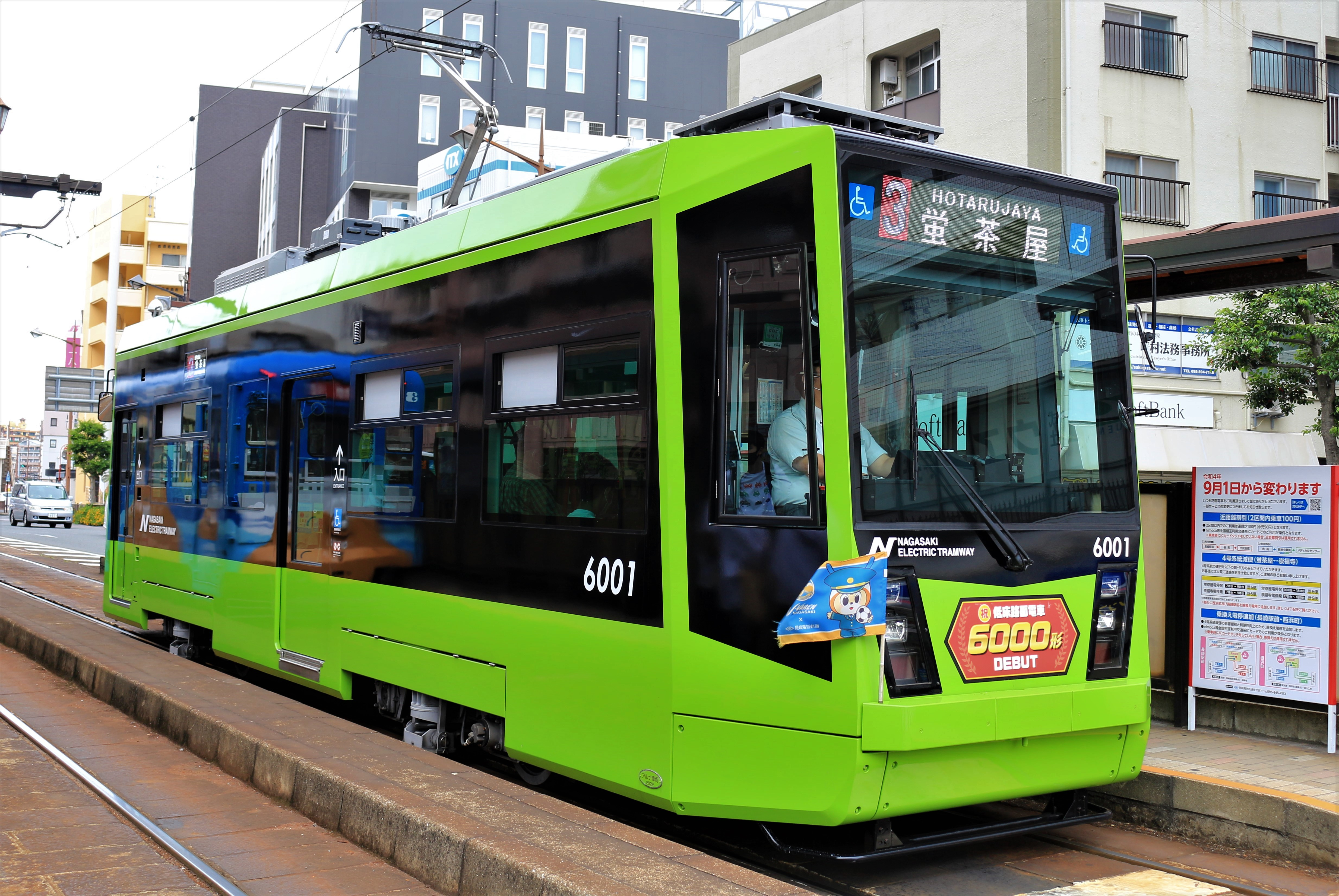
Niederflurwagen des Typs 6000

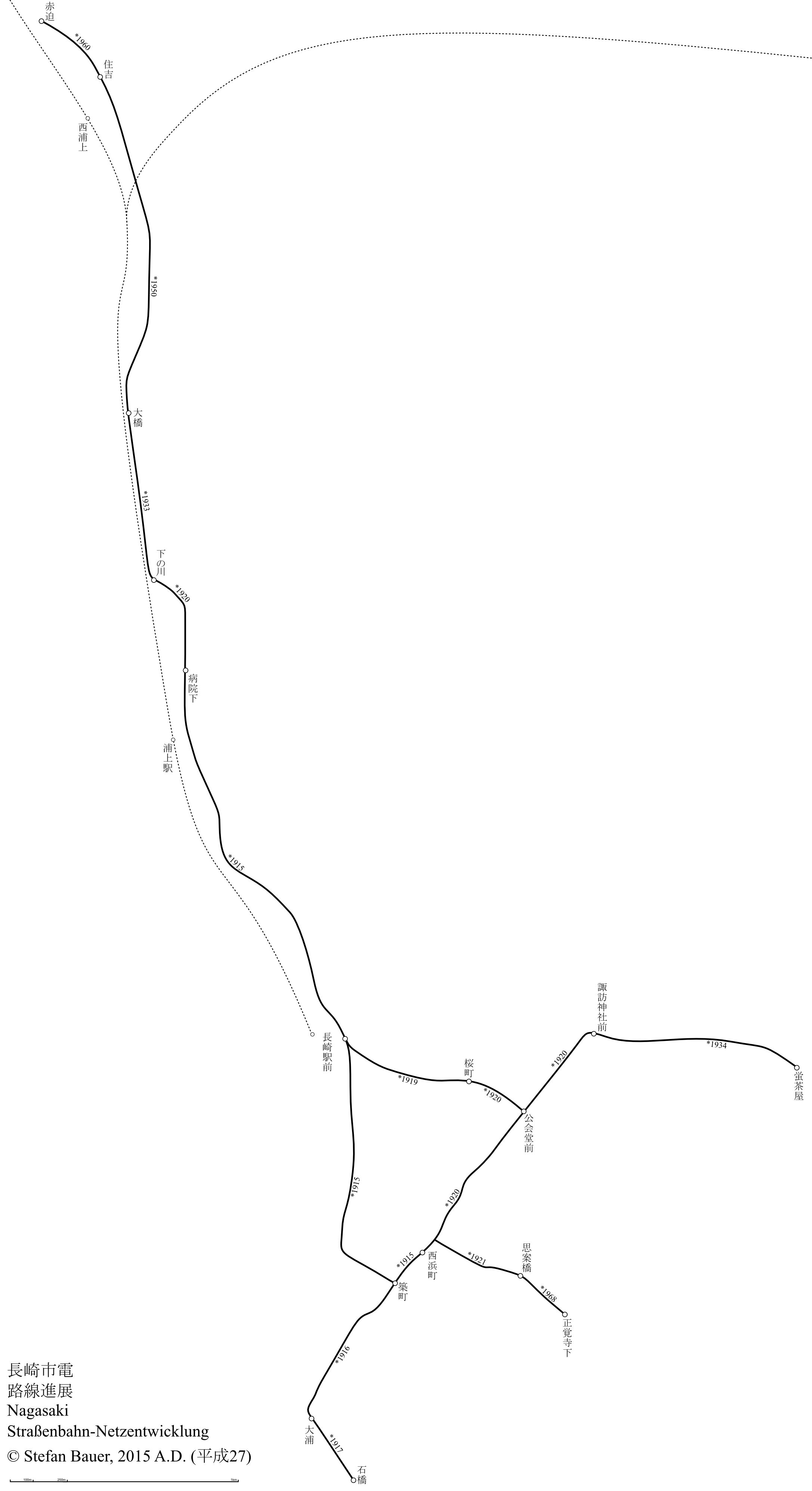
Netzentwicklung

Die Straßenbahn Nagasaki ist das Straßenbahnnetz in Nagasaki auf der Insel Kyūshū in Japan. Es wird durch die Privatgesellschaft Nagasaki Denki Kidō K.K. (jap. 長崎電気軌道株式会社), kurz Nagasaki Dentetsu (長崎電鉄) oder Nagaden (長電), betrieben.
Das Netz besteht aus vier Linien, deren Abbild an einen Dreizack erinnert. Linien 1 und 3 verlaufen gemeinsam von Norden ab Akasako (赤迫) parallel zur JR Nagasaki-Hauptlinie bis zum Hauptbahnhof, wo sie sich verzweigen. Linie 1 führt weiter nach Süden über Dejima und von dort nach Osten bis Sōfukuji (崇福寺). Linie 3 biegt sofort nach Osten ab und erreicht nach Vereinigung mit den Linien 4 und 5 die Endhaltestelle Hotaru-jaya (蛍茶屋). Vom Verzweigungspunkt fährt Linie 5 unmittelbar südwärts (nach einem kurzen gemeinsamen Abschnitt mit Linie 1) bis zur Endstation Ishibashi (石橋), während die Linie 4 danach dem Weg von Linie 1 folgt. Die Linie 4 fährt nur zu den Hauptverkehrszeiten morgens und abends. Eine Linie 2 existiert nicht mehr.
Die zu Betriebsbeginn 1915 eröffnete Strecke entspricht dem mittleren Abschnitt der heutigen Linie 1. Davon ausgehend erfolgten sukzessive Erweiterungen in alle Richtungen, zuletzt kürzere Abschnitte 1960 im Norden und 1968 im Südosten. Trotz schwerer Kriegszerstörung durch den Atombombenabwurf am 9. August 1945 wurden seit Eröffnung des Netzes keinerlei Strecken dauerhaft stillgelegt, was japan- und weltweit eine Ausnahmeerscheinung darstellt.
Eingesetzt werden (Stand Juni 2024) insgesamt 72 Fahrzeuge. Der Fuhrpark besteht mit 64 Stück größtenteils aus hochflurigen Einzelwagen. Die Beschaffung von Niederflurwagen begann mit den 2003 bis 2006 gebauten dreiteiligen Multigelenkwagen 3001 bis 3003 (15,10 m lang, 28 Sitzplätze). Sie werden vom Hersteller Alna Sharyo als Typ U der Little-Dancer-Familie geführt. 2011, 2012 und 2019 folgten die zum weiterentwickelten Typ Ua gehörenden Wagen 5001 bis 5003 (16,30 m lang, 27 Sitzplätze). Die 2022 und 2024 gebauten Wagen 6001 und 6002 (28 Sitzplätze) sind hingegen 12,20 Meter lange Einzelwagen des Little-Dancer-Typs N. Alle Niederflurwagen sind 2,30 Meter breit. Zudem gibt es zwei historische Sonderwagen.